# 斯文·戴维松
斯文·戴维松（瑞典語：Sven Davidson，1928年7月13日—2008年5月28日），瑞典前男子网球运动员。他曾获得1957年法国网球公开赛男子单打冠军、1958年温布尔登网球锦标赛男子双打冠军。